# Ljudi u crnom (1997.)
Men in Black je 1997. američki znanstveno-fantastični akcijski filmska komedija. Redatelj filma je Barry Sonnenfeld, producenti filma su Walter F. Parkes i Laurije MacDonalda, a scenarist je Ed Solomon. Likovi i njihove funkcije preuzete su iz serije stripova The Men in Black koji su stvorili Lowell Cunningham i Sandy Carruthers. Slavne filmske zvijezde Tommy Lee Jones i Will Smith u ulozi su dvojice agenata tajne nevladine organizacije koja se zove Ljudi u crnom. Nadgledaju izvanzemaljske oblike živote koji žive na Zemlji i skrivaju svoje i njihovo postojanje od običnih ljudi. Šminker, masker i kostimograf je Rick Baker dok je vizualne efekte proizveo Industrial Light & Magic. 

## Vanjske poveznice
Ljudi u crnom (1997.) u internetskoj bazi filmova IMDb-a